# Nesophontes zamicrus
Nesophontes zamicrus is een uitgestorven zoogdier uit de familie van de Nesophontidae. De wetenschappelijke naam van de soort werd voor het eerst geldig gepubliceerd door Miller in 1929.

## Voorkomen
De soort kwam voor in Haïti.